# Maud van Loon
Johanna Cornelia Wilhelmina Mollerus-van Loon (Amsterdam, 20 november 1857 – Overveen, 28 januari 1945) was een Nederlands schilder en schrijver. Ze signeerde haar werk als Maud van Loon.

## Leven en werk
Jonkvrouw Maud van Loon, telg uit het geslacht Van Loon, was een dochter van jhr. Jan van Loon en Johanna Cornelia Wilhelmina Kasse. Ze trouwde in 1883 met jhr. Antoni Pieter Hendrik Johan Mollerus, heer van Westkerke (1852-1917), referendaris bij de provinciale griffie van Gelderland. 
Ze maakte in aquarel en gouache onder meer landschappen, figuurstudies, portretten en stillevens. Ze was bevriend met Jeanne Bieruma Oosting, over wie ze een boekje schreef dat in 1946 gepubliceerd werd. Joop Sjollema schilderde rond 1967 Van Loons portret.

## Enkele werken

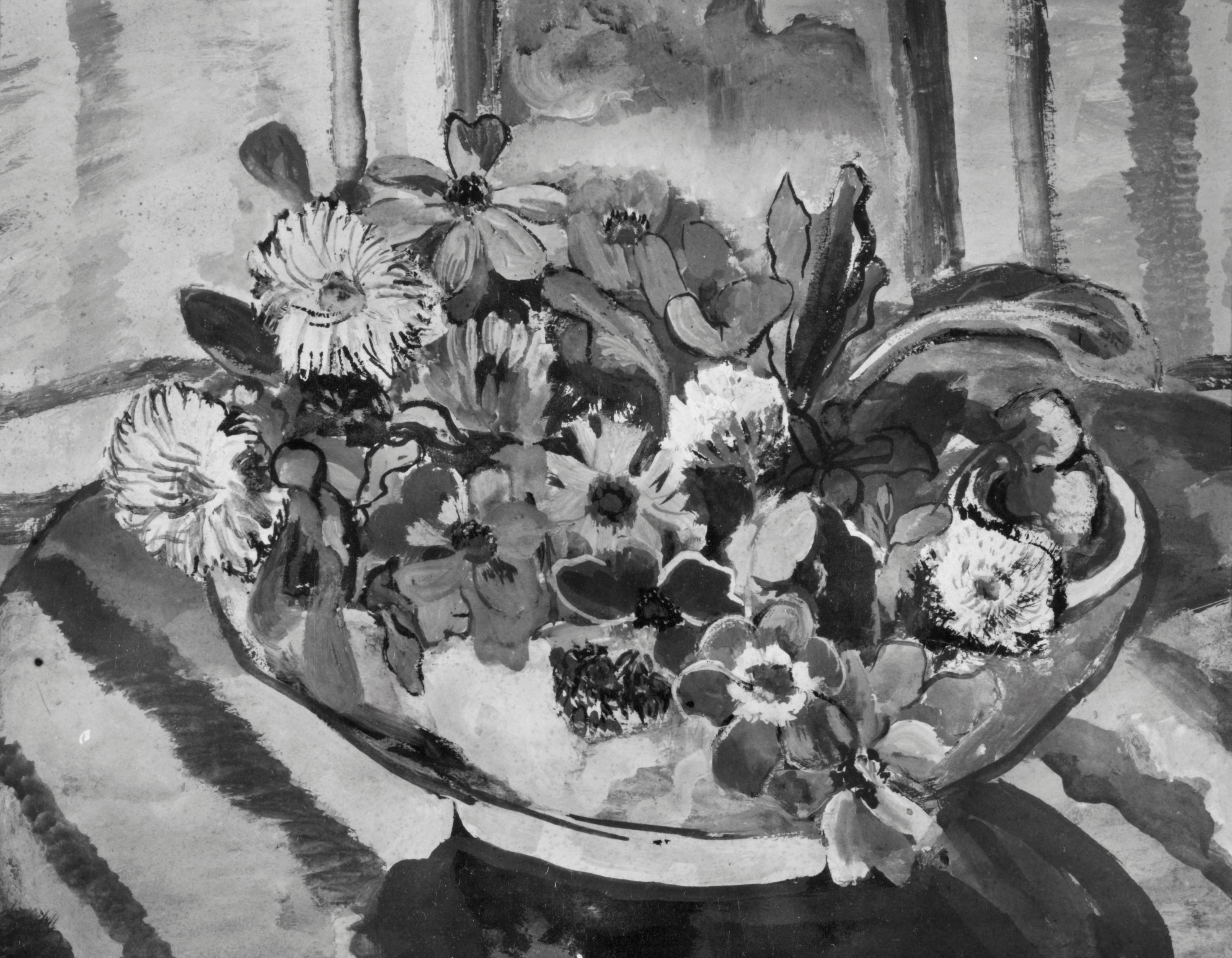
Anemonen, gouache
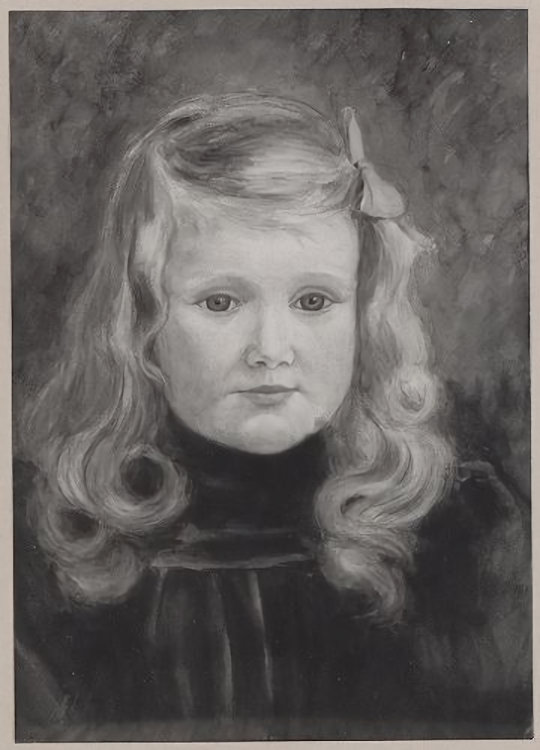
Portret van dochter J.C.W. Mollerus (1894-1972). Aquarel, ca. 1900.
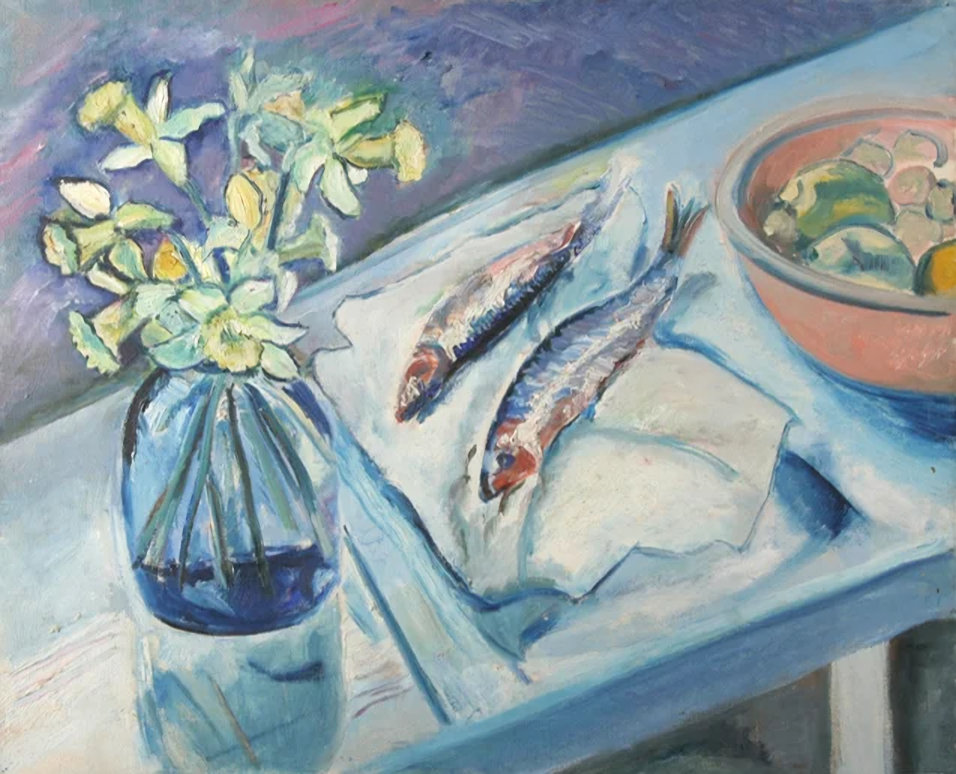
Stilleven met spekbokking. Olieverf, 64 x 54 cm.

## Publicaties
- 1946 Jeanne Bieruma Oosting als grafisch kunstenares. Rotterdam: Donker. 32 p.

- Biografisch Portaal: 80705542
- RKD-Nederlands Instituut voor Kunstgeschiedenis: 88968